# شوهي توكوماتو
شوهي توكوماتو (باليابانية: 徳元 悠平) (مواليد 12 سبتمبر 1995) هو لاعب كرة قدم ياباني.

## وصلات خارجية
- شوهي توكوماتو على موقع رابطة كرة القدم اليابانية للمحترفين (اليابانية)
- شوهي توكوماتو على موقع قاعدة بيانات كرة القدم.إي يو (الإنجليزية)
- شوهي توكوماتو على موقع Soccerway.com (الإنجليزية)
- شوهي توكوماتو على موقع عالم كرة القدم.نت (الإنجليزية)